# 6-Stunden-Rennen von Silverstone 1982

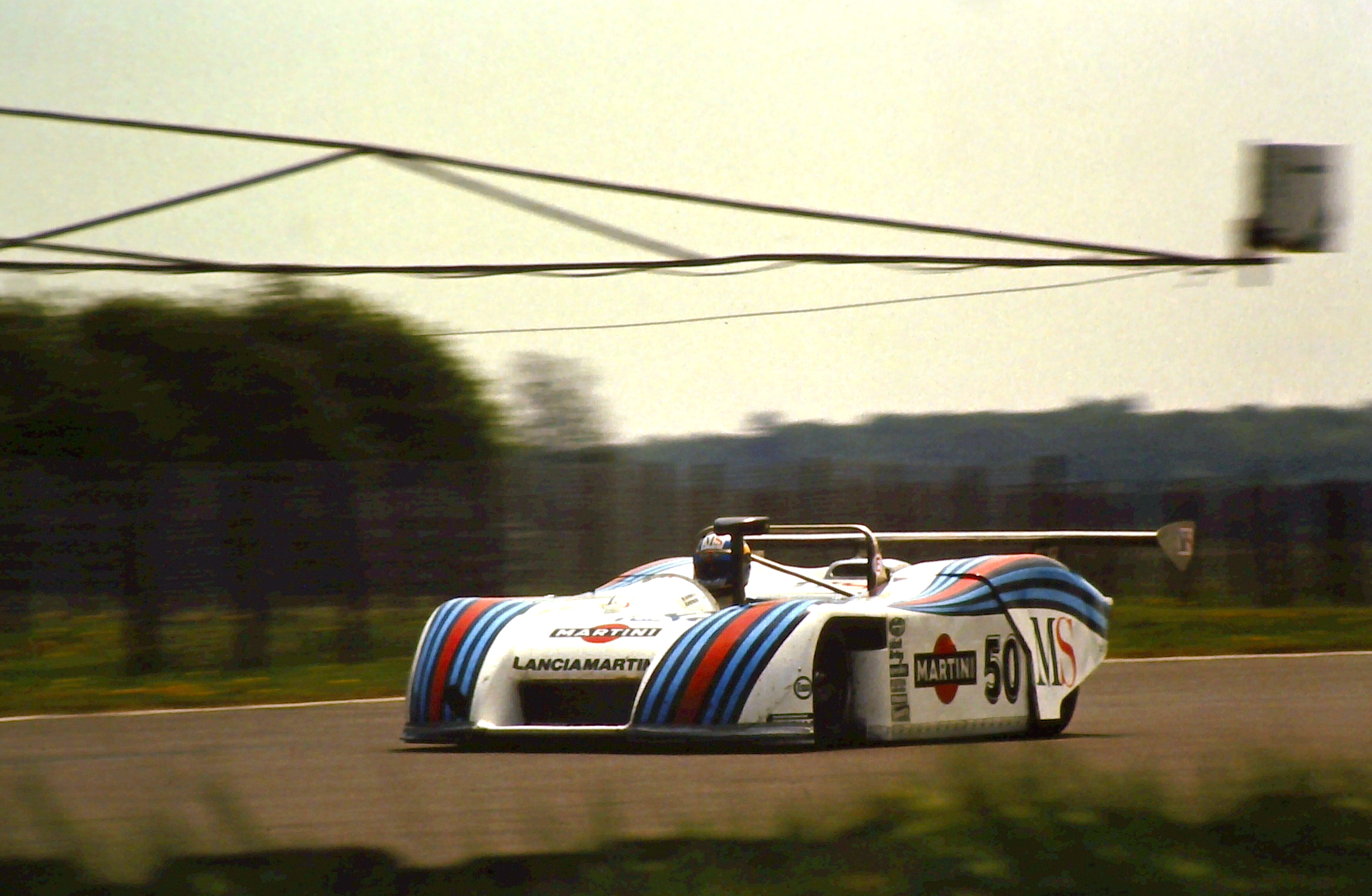
Lancia LC1 mit der Startnummer 50; Siegerwagen von Michele Alboreto und Riccardo Patrese

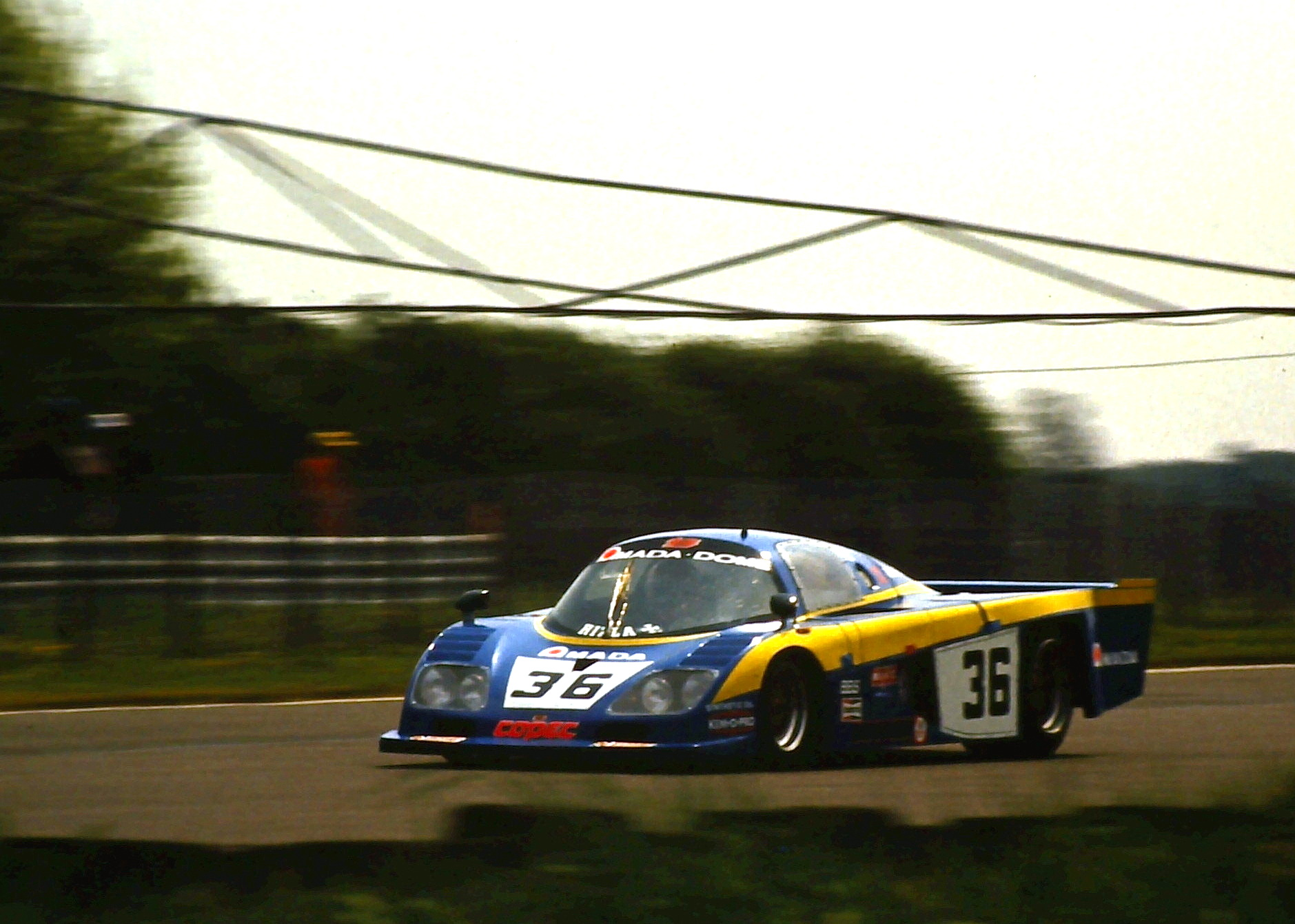
Der Dome RC82 von Chris Craft, Raul Boesel und Eliseo Salazar

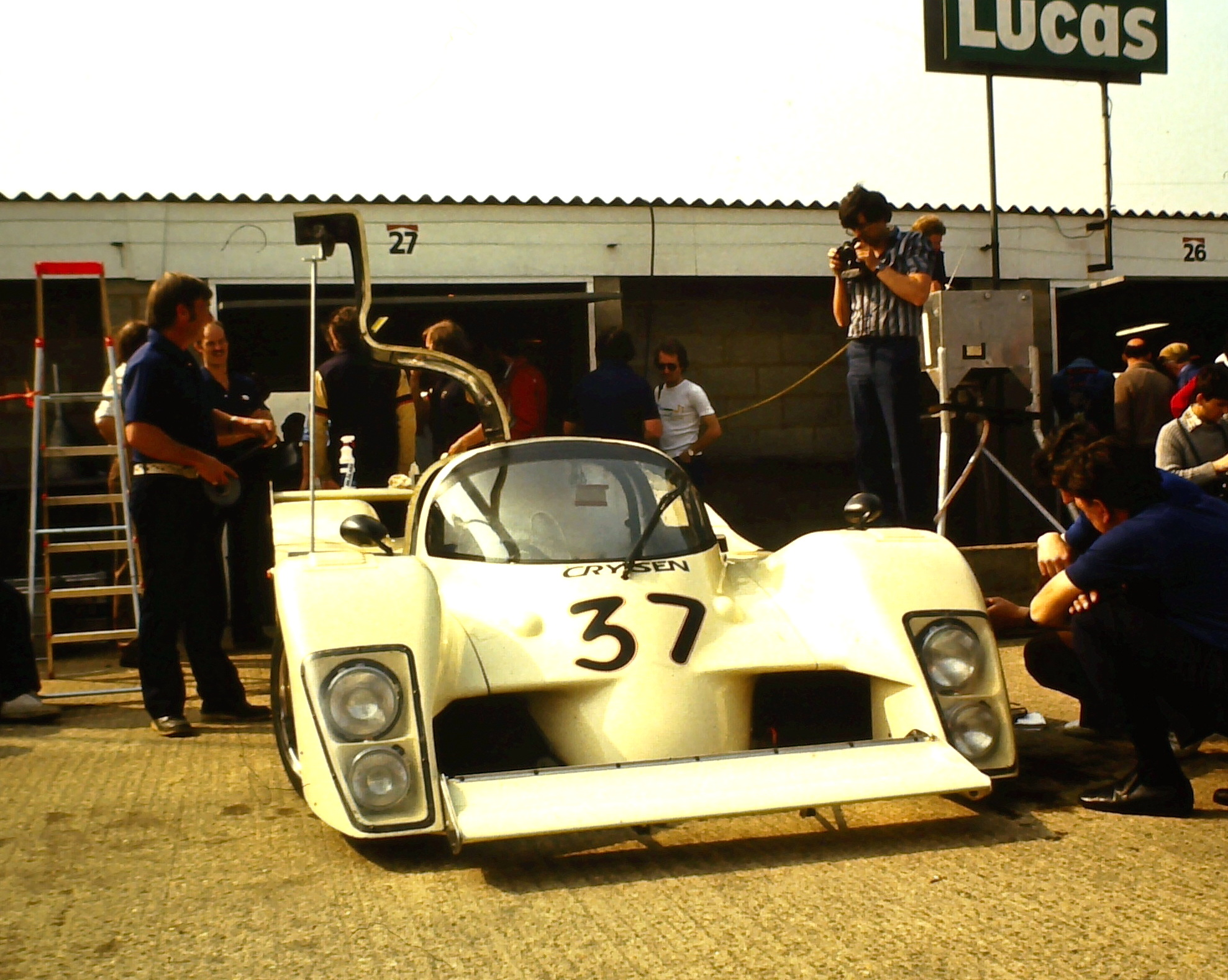
Der Grid Plaza S1 von Emilio de Villota und David Hobbs in der Boxengasse

Das 6-Stunden-Rennen von Silverstone 1982, auch Pace 6 Hours, a round of The FIA World Endurance Championship for Manufacturers, Silverstone Grand Prix Circuit, fand am 16. Mai auf dem Silverstone Circuit statt und war der zweite Wertungslauf der Sportwagen-Weltmeisterschaft dieses Jahres.

## Das Rennen
Beim 6-Stunden-Rennen von Silverstone begann eine neue Ära in der Motorsportgeschichte von Porsche. Für das neue technische Reglement der Gruppe C entwickelten die Porsche-Ingenieure unter der Leitung von Norbert Singer den Porsche 956. Nach ausgiebigen Testfahrten durch Jürgen Barth auf der hauseigenen Teststrecke in Weissach debütierte der Rennwagen mit Chassis 001 in Silverstone.
Im Training zeigte der Porsche, gefahren von Jacky Ickx und Derek Bell, seine verbesserten aerodynamischen Eigenschaften im Vergleich zur Konkurrenz. Im Qualifikationstraining erreichte Jacky Ickx mit einer Zeit von 1:16,910 Minuten die beste Rundenzeit. Sein Vorsprung auf den zweitplatzierten Lancia LC1 von Piercarlo Ghinzani und Teo Fabi betrug knapp eine Sekunde.
Da zu Beginn der Saison nur wenige Gruppe-C-Wagen einsatzbereit entwickelt waren, galten Übergangsregeln, sodass auch weiterhin Wagen der Gruppe 5 und 6 sowie der amerikanischen IMSA-GTX-Klasse startberechtigt waren, die aber keine Punkte für die Weltmeisterschaft erhielten. Während der Porsche im Rennen bis zu zehn Sekunden pro Runde langsamer fahren musste, als es möglich war, um die strengen Verbrauchs- und Distanzregeln der Gruppe C einhalten zu können, konnten die Gruppe-6-Lancia LC1 ohne Beschränkungen fahren. Dadurch gewannen  Michele Alboreto und Riccardo Patrese das Rennen mit einem Vorsprung von drei Runden auf den Werks-Porsche.

## Ergebnisse

### Schlussklassement
| 1                  | Gr. 6 | 50 | Martini Racing                              | Michele Alboreto Riccardo Patrese                   | Lancia LC1                   | 240 |
| 2                  | C     | 1  | Porsche Systems                             | Jacky Ickx Derek Bell                               | Porsche 956                  | 237 |
| 3                  | C     | 4  | Belga Team Joest Racing                     | Bob Wollek Jean-Michel Martin Philippe Martin       | Porsche 936C                 | 231 |
| 4                  | Gr. 6 | 56 | Osella Mirabella Racing                     | Giorgio Francia Duilio Truffo                       | Osella PA9                   | 228 |
| 5                  | C     | 23 | Jean Rondeau                                | Henri Pescarolo Gordon Spice                        | Rondeau M382                 | 227 |
| 6                  | C     | 32 | Viscount Downe with Pace Petroleum          | Ray Mallock Mike Salmon                             | Nimrod NRA/C2                | 227 |
| 7                  | GTX   | 78 | Momo                                        | Giampiero Moretti Mauro Baldi                       | Porsche 935/78-81            | 223 |
| 8                  | C     | 7  | Ford                                        | Manfred Winkelhock Klaus Ludwig                     | Ford C100                    | 223 |
| 9                  | Gr. 5 | 64 | Lässig Obermaier Team                       | Edgar Dören Jürgen Lässig                           | Porsche 935 K3               | 216 |
| 10                 | Gr. 5 | 48 | Vesuvio Racing                              | Jim Crawford Joe Castellano Mark Thatcher           | Lancia Beta Montecarlo Turbo | 215 |
| 11                 | C     | 9  | Secateva                                    | Roger Dorchy Jean-Daniel Raulet Michel Pignard      | WM P82                       | 214 |
| 12                 | Gr. 5 | 63 | Vegla Racing Team Joest Racing              | Dieter Schornstein Harald Grohs                     | Porsche 935J                 | 209 |
| 13                 | C     | 19 | BASF Cassetten Team GS Sport                | Walter Brun Siegfried Müller junior                 | Sauber SHS C6                | 208 |
| 14                 | Gr. 5 | 6  | Rennax Racing                               | Jan Lundgardh Per Stureson                          | Porsche 935 L1               | 204 |
| 15                 | GT    | 92 | Team Castrol Denmark                        | Jens Winther Lars-Viggo Jensen                      | BMW M1                       | 204 |
| 16                 | C     | 16 | Ultramar Team Lola                          | Guy Edwards Rupert Keegan                           | Lola T610                    | 203 |
| 17                 | GTX   | 80 | Simon Phillips                              | Steve Earle Simon Phillips Richard Jones            | Ferrari 512 BB               | 199 |
| 18                 | GTO   | 85 | Tony Garcia Racing                          | Tony Garcia Albert Naon                             | BMW M1                       | 194 |
| 19                 | GT    | 90 | R. H. Cleare Ltd.                           | Richard Cleare Tony Dron                            | Porsche 934                  | 181 |
| 20                 | Gr. 5 | 62 | EMKA Productions Ltd.                       | Steve O’Rourke Nick Mason Jeff Allam                | BMW M1                       | 177 |
| 21                 | Gr. 6 | 58 | Dorset Racing Associates Olympus Cameras    | Roy Baker Eddie Arundel Nick Faure                  | Lola T298                    | 169 |
| Nicht klassiert    |       |    |                                             |                                                     |                              |     |
| 22                 | Gr. 6 | 59 | David Mercer                                | David Mercer Mike Chittenden Barrie Williams        | Vogue SP2                    | 167 |
| 23                 | C     | 39 | Dorset Racing Associates                    | Bernard de Dryver Mike Wilds                        | De Cadenet Lola              | 164 |
| 24                 | C     | 38 | Jacques Guérin                              | Jean-Pierre Delaunay Christian Bussi Jacques Guérin | Rondeau M382                 | 159 |
| 25                 | GTO   | 84 | Canon Cameras/GTi Engineering               | Richard Lloyd Andy Rouse                            | Porsche 924 Carrera GTR      | 144 |
| Disqualifiziert    |       |    |                                             |                                                     |                              |     |
| 26                 | Gr. 5 | 74 | Arthur Hough Racing Castrol Ark Racing      | Max Payne Chris Ashmore                             | Lotus Elan                   | 173 |
| 27                 | Gr. 6 | 55 | Chevron Racing Cars with Frox Clothing Ltd. | Martin Birrane Robin Smith Neil Crang               | Chevron B36B                 | 141 |
| Ausgefallen        |       |    |                                             |                                                     |                              |     |
| 28                 | Gr. 6 | 51 | Martini Racing                              | Piercarlo Ghinzani Teo Fabi                         | Lancia LC1                   | 187 |
| 29                 | Gr. 6 | 52 | Jolly Club                                  | Carlo Facetti Martino Finotto                       | Osella PA9/82                | 162 |
| 30                 | C     | 31 | Nimrod Racing Automobiles Ltd.              | Geoff Lees Bob Evans                                | Nimrod NRA/C2                | 148 |
| 31                 | C     | 20 | BASF Cassetten Team GS Sport                | Hans Heyer Hans-Joachim Stuck                       | Sauber SHS C6                | 147 |
| 32                 | Gr. 5 | 49 | Vesuvio Racing                              | Gianni Giudici Mark Thatcher                        | Lancia Beta Montecarlo Turbo | 140 |
| 33                 | C     | 37 | Grid Plaza                                  | Emilio de Villota David Hobbs                       | Grid Plaza S1                | 129 |
| 34                 | GT    | 91 | Formel Rennsport Club Zurich                | Peter Zbinden Edi Kofel                             | Porsche 924 Carrera GTR      | 122 |
| 35                 | C     | 36 | Amada Dome                                  | Chris Craft Raul Boesel Eliseo Salazar              | Dome RC82                    | 116 |
| 36                 | C     | 24 | Jean Rondeau                                | Jean Rondeau François Migault                       | Rondeau M482                 | 60  |
| 37                 | Gr. 5 | 60 | Charles Ivey Racing                         | John Cooper Paul Smith                              | Porsche 935 K3               | 49  |
| 38                 | Gr. 5 | 75 | Kenneth Leim                                | Kenneth Leim Kurt Simonsen                          | BMW 320i                     | 37  |
| 39                 | GTO   | 82 | Mazdaspeed                                  | Yōjirō Terada Tom Walkinshaw Pete Lovett            | Mazda RX-7 254i              | 25  |
| Nicht gestartet    |       |    |                                             |                                                     |                              |     |
| 40                 | C     | 40 | March Racing                                | Patrick Nève Rogelio Rodriguez                      | March 82G                    | 1   |
| Nicht qualifiziert |       |    |                                             |                                                     |                              |     |
| 41                 | B     | 96 | Müllerbrau Team                             | Fritz Müller Georg Memminger                        | Porsche 930                  | 2   |

1 zurückgezogen
2 nicht qualifiziert

### Nur in der Meldeliste
Hier finden sich Teams, Fahrer und Fahrzeuge, die ursprünglich für das Rennen gemeldet waren, aber aus den unterschiedlichsten Gründen daran nicht teilnahmen.
| Pos. | Klasse | Nr. | Team                           | Fahrer                                                      | Chassis           |
| ---- | ------ | --- | ------------------------------ | ----------------------------------------------------------- | ----------------- |
| 42   | C      |     | Momo Racing                    | Giampiero Moretti                                           | March 82G         |
| 43   | C      | 6   | Ford                           | Marc Surer Klaus Niedzwiedz                                 | Ford C100         |
| 44   | C      | 40  | Nimrod Racing Automobiles Ltd. | Tiff Needell                                                | Nimrod NRA/C2     |
| 45   | C      | 41  | Kannacher GT Racing            | Rolf Stommelen Dieter Quester Jürgen Hamelmann Harald Grohs | URD C81           |
| 46   | Gr. 6  | 53  | Roland Binder                  | Roland Binder Rolf Götz                                     | Lola T296         |
| 47   | Gr. 6  | 54  | Michel Lateste                 | Michel Lateste Dominique Lacaud                             | LMA 02            |
| 48   | Gr. 5  | 65  | A.D.A. Engineering             | Ian Harrower William Wykeham                                | Triumph TR8       |
| 49   | Gr. 5  | 66  | Porsche Kremer Racing          | Danny Ongais Ted Field                                      | Porsche 935 K3/80 |
| 50   | Gr. 5  | 67  | Team Castrol Denmark           | Peter Hansen Jørgen Poulsen                                 | Porsche 935 K3    |
| 51   | Gr. 5  | 70  | Vittorio Coggiola              | Vittorio Coggiola Ivano Giuliani Maurizio Cavallo           | Porsche 935       |
| 52   | GTX    | 79  | John Fitzpatrick Racing        | John Fitzpatrick                                            | Porsche 935 K4    |
| 53   | GTX    | 81  | Ecurie Supercar Bellancauto    |                                                             | Ferrari 512 BB    |
| 54   | GT     | 93  | Samuri Conversions Ltd.        | Eddie Jordan James Weaver David Hunt                        | Datsun 260Z       |

### Klassensieger
| Klasse   | Fahrer            | Fahrer            | Fahrzeug          | Platzierung im Gesamtklassement |
| -------- | ----------------- | ----------------- | ----------------- | ------------------------------- |
| C        | Jacky Ickx        | Derek Bell        | Porsche 956       | Rang 2                          |
| Gruppe 6 | Michele Alboreto  | Riccardo Patrese  | Lancia LC1        | Gesamtsieg                      |
| Gruppe 5 | Edgar Dören       | Jürgen Lässig     | Porsche 935 K3    | Rang 9                          |
| GT       | Jens Winther      | Lars-Viggo Jensen | BMW M1            | Rang 15                         |
| GTX      | Giampiero Moretti | Mauro Baldi       | Porsche 935/78-81 | Rang 7                          |
| GTO      | Tony Garcia       | Albert Naon       | BMW M1            | Rang 18                         |

### Renndaten
- Gemeldet: 54
- Gestartet: 39
- Gewertet: 21
- Rennklassen: 6
- Zuschauer: unbekannt
- Wetter am Renntag: warm und trocken
- Streckenlänge: 4,704 km
- Fahrzeit des Siegerteams: 6:00:15,240 Stunden
- Gesamtrunden des Siegerteams: 240
- Gesamtdistanz des Siegerteams: 1132,463 km
- Siegerschnitt: 188,610 km/h
- Pole Position: Jacky Ickx – Porsche 956 (#1) – 1:16,910 = 220,868 km/h
- Schnellste Rennrunde: Riccardo Patrese – Lancia LC1 (#50) – 1:21,810 = 209,520 km/h
- Rennserie: 2. Lauf zur Sportwagen-Weltmeisterschaft 1982